# Raphaël Tschudi
Raphaël Olivier Tschudi (* 29. Juni 1987 in Basel) ist ein Schweizer Schauspieler.

## Leben
Raphaël Tschudi ist am 29. Juni 1987 in Basel geboren. Bis zu seinem fünften Lebensjahr lebte er in Göttingen. Die Grund- und Sekundarschule besuchte er in Neuchâtel, wo er 2008 auch seine Matura (Art visuel) machte. 2015 hat er mit einem Master Vertiefung Schauspiel an der Zürcher Hochschule der Künste abgeschlossen. Erste Berufserfahrungen sammelte Tschudi in Mirco Vogelsangs Kurzfilm Herbsterwachen, bevor er 2009 in Xavier Ruiz’ Kinofilm Verso seine erste grössere Nebenrolle als Jugendlicher im Genfer Drogensumpf spielen konnte. Seitdem hat er in mehreren Kinofilmen und Serien mitgewirkt. Er hat zudem Bühnenerfahrungen in französischer und deutscher Sprache.
Raphaël Tschudi spricht neben seinen Muttersprachen Französisch und Deutsch auch Schweizerdeutsch und Englisch.

## Filmografie

### Kurzfilme
- 2007: Herbsterwachen (Mirco Vogelsang)
- 2011: Le bon vieux temps (Annie Gisler)
- 2011: Belle vue (Miriam Walther)
- 2012: Rollenspiel (Manuel Flurin Hendry)
- 2012: Il était une fois à Bümplitz (Arnaud Baur)
- 2013: Amour givré (Janine Piguet, Thierry Pradervand)
- 2013: Eldorado (Wendy Pillonel)
- 2014: Tauchä (Dominik Locher)
- 2015: Clean Dating (Yan Decoppet, Cédric Gottet)
- 2017: Je fais où tu me dis (Marie de Maricourt)
- 2017: Schutzplan Vollmond (Elias Jutzet)
- 2018: Sons of Bitches (Arnaud Baur)
- 2019: La gare (Elias Jutzet)
- 2020: Le festin de Bockelson (Orane Burri)
- 2022: Unter Wasser kann man nicht schreien (Georg Isenmann)

### Spielfilme
- 2009: Verso (Xavier Ruiz)
- 2015: Sweet Girls (Xavier Ruiz & J-P Cardinaux)
- 2016: Yvette Z'Graggen - Une femme au volant de sa vie (Frédéric Gonseth)
- 2019: Patrick (Gonçalo Waddington)
- 2021: Klammer – Chasing the Line (Andreas Schmied)
- 2022: Doppelgänger (Jan Holoubek)

### Fernsehen
- 2008: Tag und Nacht (Episodenrolle)
- 2013: 36.9 (Episodenrolle)
- 2020: Inga Lindström – Liebe verjährt nicht (Fernsehfilm)
- 2020: WaPo Bodensee (Episodenrolle)